# Otomys cuanzensis
Otomys cuanzensis is een knaagdier uit het geslacht Otomys dat voorkomt in Midden-Angola. Deze soort werd oorspronkelijk beschreven als een aparte soort, later tot O. irroratus gerekend, vervolgens als een synoniem van O. maximus gezien, en uiteindelijk weer als een aparte soort erkend. Deze soort lijkt op O. irroratus, die ongeveer even groot is, maar verschilt daarvan in zijn bruine vacht en de smalle ossa nasalia.
Otomys anchietae · Otomys angoniensis · Otomys auratus · Otomys barbouri · Otomys burtoni · Otomys cheesmani · Otomys cuanzensis · Otomys dartmouthi · Bergoorrat (Otomys denti) · Otomys dollmani · Otomys fortior · Otomys helleri · Moerasrat (Otomys irroratus) · Otomys jacksoni · Otomys karoensis · Otomys lacustris · Otomys laminatus · Otomys occidentalis · Otomys orestes · Otomys simiensis · Otomys sloggetti · Otomys sungae · Otomys thomasi · Otomys tropicalis · Otomys typus · Otomys unisulcatus · Otomys uzungwensis · Otomys willani · Otomys yaldeni · Otomys zinki